# Morral d'en Bru
La Morral d'en Bru és una muntanya de 909 metres que es troba al municipi del Mas de Barberans, a la comarca catalana del Montsià.